# Storia del teatro
La storia del teatro, nella sua definizione più moderna di disciplina autonoma, interpreta e ricostruisce l'evento teatrale basandosi su due elementi principali: l'attore e lo spettatore e più precisamente sulla relazione che li lega, la relazione teatrale. 

## Descrizione
La storia del teatro è una scienza giovane, che solo recentemente (in Francia e in Germania alla fine degli anni sessanta, in Italia all'alba degli anni settanta) si è emancipata da una interpretazione riduttiva che la limitava alla letteratura drammatica. In particolare, la moderna storia del teatro analizza il fatto teatrale prendendo in considerazione il suo più ampio contesto storico, sociale, culturale ed esistenziale, avendo come protagonisti non solo drammaturghi e attori, ma tutti gli artisti che hanno collaborato alla nascita e all'evoluzione del fenomeno teatrale: musicisti, scenografi, architetti, registi e impresari, per citarne alcuni.
La disciplina, nata e sviluppatasi in Europa, tende in genere a restringere il campo di indagine alle forme di teatro occidentali e a fondarne le origini nel teatro classico dell'Atene del V secolo a.C., allargando la visuale a un'ottica mondiale solo a partire dal teatro contemporaneo.
Tuttavia, specialmente in opere più recenti, grande attenzione è rivolta alla tradizione teatrale precolombiana, africana e asiatica. 
In particolare, per quanto riguarda quest'ultima, l'interesse da parte degli artisti e studiosi europei e statunitensi risale alla seconda metà del Novecento e contribuì non poco alla evoluzione delle forme teatrali occidentali e alla nascita di una antropologia teatrale.
Occorre specificare che la nascita dell'arte teatrale nei vari continenti è profondamente legata ai culti religiosi dai quali derivano momenti di accomunamento tra gli individui e i rituali di celebrazione: l'evoluzione del teatro occidentale permise il discostamento della letteratura drammatica dall'argomento religioso, mantenendone, tuttavia, gli elementi caratterizzanti. Solo la nascita delle moderne discipline teatrali e gli studi in materia hanno permesso l'individuazione del rito nelle pratiche teatrali, permettendo l'accomunamento e la comparazione delle diverse tradizioni mondiali all'interno dell'antropologia teatrale.

## Teatro nei popoli primitivi
Sebbene lo studio delle manifestazioni teatrali nei popoli primitivi sia di difficile ricostruzione, sappiamo per certo che alcuni rituali che sfociavano in vere e proprie rappresentazioni erano presenti nel quotidiano di molte culture.
Riti propiziatori con carattere di spettacolarità erano infatti allestiti secondo il ciclo stagionale allo scopo di venerare, pregare o ringraziare gli dei per la stagione futura. Gli eschimesi, ad esempio, erano soliti rappresentare un dramma per celebrare la fine della notte polare: la drammatizzazione dell'evento avveniva tramite un narratore che accompagnava gli attori e il coro, composto da sole donne.
Sempre a carattere propiziatorio e segnati dal trascorrere del tempo, ma slegati dai ricorsi della natura, erano i riti sociali, che sottolineavano un avvenimento quotidiano. Il passaggio dall'adolescenza all'età adulta, le nascite e le morti erano celebrate, in maniera differente, con caratteri drammatici e pubblici che ne giustificano la teatralità. Soprattutto le cerimonie iniziatiche comprendevano rituali e celebrazioni di forte caratterizzazione drammatica. Anche la caccia, la pesca o l'agricoltura offrivano spunti per rappresentazioni teatrali.
Una componente importante per il teatro dei primitivi era l'azione mimica, che poteva essere sia stilizzata che naturalistica, accompagnata da danze e musica; non meno importanti erano, inoltre, quelli che oggi definiremmo trucco e costume: molteplici culture sottolineavano l'estraneità dell'avvenimento al mondo reale (e quindi la finzione o il ribaltamento della realtà) tramite il mascheramento e l'ornamento. L'utilizzo della maschera, tuttavia, non era pratica comune a tutte le popolazioni: i pigmei e i boscimani, ad esempio, non ne facevano uso. La maschera era infatti simbolo di potere, di solito prerogativa di personalità importanti della comunità, come gli sciamani. I Kono, popolazione primitiva dell'attuale Papua Nuova Guinea, utilizzavano le maschere per impersonare gli dei, attribuendo al mascheramento da parte dell'attore anche il conferimento, a quest'ultimo, dei poteri del dio rappresentato.
L'apporto della danza e della musica è un punto non molto chiaro, poiché non sempre queste avevano le caratteristiche di teatralità: sebbene il confine tra le manifestazioni artistiche sia nel contesto labile, alcune di esse rientrano propriamente nella storia dei generi suddetti.
In ultima analisi, è importante sottolineare l'estrema diversità della relazione teatrale esistente tra il teatro come comunemente lo si intende nel mondo occidentale e il teatro dei primitivi. Accadeva infatti che l'attore, incline a spostare la sua soggettività al personaggio rappresentato, potesse essere preda di trance o possessioni: non di rado ciò accadeva anche al pubblico, come la moderna avanguardia teatrale ha dimostrato. L'estremizzazione del processo è distante dalle comuni pratiche teatrali odierne, nelle quali l'attore non perde mai la propria soggettività e non vi è rischio di spersonalizzazione. Già dal XX secolo, tuttavia, registi e teorici del teatro hanno dimostrato un forte interesse verso una più massiccia partecipazione del pubblico alla rappresentazione, se non all'azione scenica stessa, modificando il ruolo da fruitore passivo a partecipatore attivo dell'evento, ristabilendo così un legame con il teatro del passato.

## Storia del teatro occidentale
La divisione temporale del fenomeno teatrale occidentale che generalmente viene utilizzata si può così schematizzare: 
- il teatro classico, che comprende la rappresentazione teatrale antica greca e romana;
- il teatro medievale, riferita al periodo del Medioevo europeo, con la nascita della sacra rappresentazione;
- il teatro moderno, dal Rinascimento fino al Romanticismo;
- il teatro contemporaneo, che comprende le esperienze teatrali del Novecento fino ai giorni nostri.

### Teatro classico

#### Antica Grecia
L'origine del teatro occidentale come lo conosciamo è senza alcun dubbio riferibile alle forme drammatiche sorte nell'antica Grecia, così come sono di derivazione greca le parole teatro, scena, dramma, tragedia, coro, dialogo.
La tradizione attribuisce le prime forme di teatro a Tespi, giunto ad Atene dall'Icaria, verso la metà del VI secolo a.C. La tradizione vuole che sul suo carro trasportasse i primi attrezzi di scena, arredi scenografici, costumi e maschere teatrali.
Molto importanti per l'evoluzione del genere comico furono i Phlyakes (Fliaci), attori già professionisti, girovaghi. I Fliaci provenivano dalla Sicilia e, dato il loro carattere nomade, erano soliti muoversi su carri che fungevano anche da spazio scenico. Gli attori portavano maschere molto espressive, una stretta camicia e rigonfiamenti posticci; per gli uomini il costume prevedeva anche un grande fallo, esibito o coperto dalla calzamaglia.
Gli Ateniesi svilupparono la consuetudine di organizzare regolarmente grandi "festival" in cui i maggiori autori teatrali dell'epoca gareggiavano per conquistarsi il favore del pubblico. 
La forma d'arte di ispirazione più elevata era considerata la tragedia, i cui temi ricorrenti erano derivati dai miti e dai racconti eroici. Da sottolineare il fatto che la tragedia aveva, come anche la commedia, scopo educativo. Le commedie, che spesso fungevano da intermezzo tra le tragedie, di carattere più leggero e divertente, prendevano spesso di mira la politica e i personaggi pubblici del tempo.
I principali tragediografi greci furono Eschilo, Sofocle ed 
Euripide; i commediografi più importanti furono Aristofane e Menandro.

#### Teatro latino

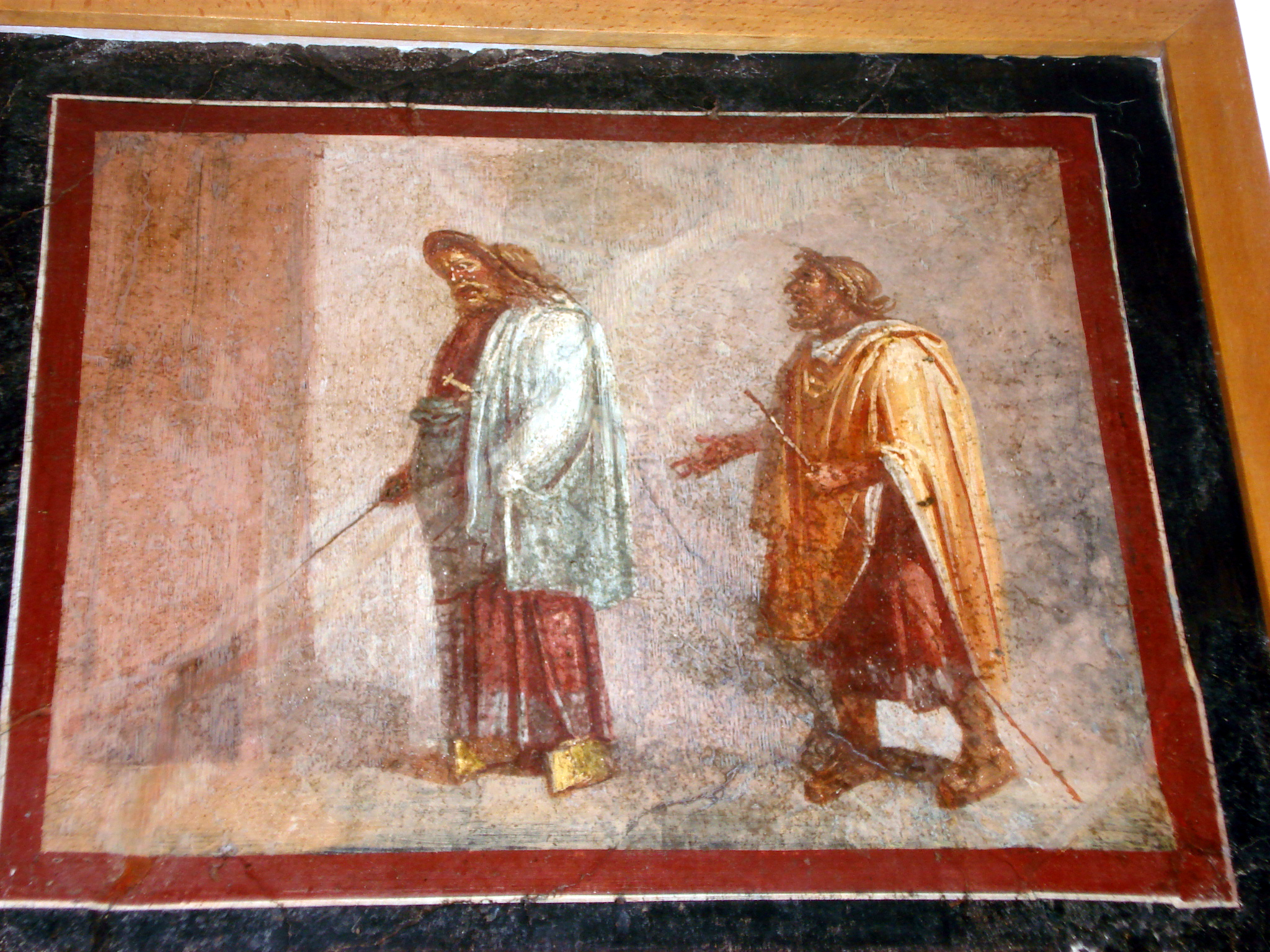
Scena teatrale. Affresco romano. Palermo, museo archeologico.

Nella Roma antica il teatro, che raggiunge il suo apice con Livio Andronico, Gneo Nevio, Plauto e Terenzio per la commedia e Seneca per la tragedia, rappresenta una delle massime espressioni della cultura latina.
I generi teatrali che ci sono rimasti e meglio documentati sono di importazione greca: la palliata (commedia) e la cothurnata (tragedia). Inoltre si sviluppano una commedia e una tragedia con ambientazione romana, dette rispettivamente togata (o trabeata) e praetexta. La togata viene distinta da generi comici più popolari, quali l'atellana e il mimo. La tragedia di argomento romano (praetexta) si rinnova negli avvenimenti, considerando fatti storici. La tabernaria era invece un'opera comica di ambientazione romana. Il genere popolare dell'atellana è stato accostato alla commedia dell'arte.

#### Teatro medievale
Dopo la caduta dell'Impero romano d'Occidente, sembrò che il teatro fosse destinato a non esistere più. La Chiesa cattolica, ormai diffusa in tutta Europa, non apprezzava il teatro e, addirittura, scomunicava gli attori.
A questa situazione, però, sopravvissero i giullari, eredi del mimo e della farsa atellana che intrattenevano la gente nelle città o nelle campagne con canti e acrobazie. Su di loro pendeva lo stesso la condanna della Chiesa, la quale, dal canto suo, diede origine ad un'altra forma di teatro: il dramma religioso o sacra rappresentazione, per mezzo del quale i fedeli, spesso analfabeti, apprendevano gli episodi cruciali delle Sacre scritture.
Rilevante in ambito tedesco fu l'opera della monaca Roswitha di Gandersheim, che, nel X secolo, fece rinascere il dramma in Germania, utilizzandolo come mezzo per attrarre i fedeli e colpirne la fantasia.

### Teatro moderno

#### Teatro nel Rinascimento
Il Rinascimento fu l'età dell'oro del teatro per molti paesi europei (in particolare in Italia, Spagna, Inghilterra e Francia), rinascita preparata dalla lunga tradizione teatrale medioevale. Autori di commedie furono, in Italia, Niccolò Machiavelli, il cardinale Bernardo Dovizi da Bibbiena, gli eruditi Donato Giannotti, Annibal Caro, Anton Francesco Grazzini, il nobile senese Alessandro Piccolomini, gli intellettuali cortigiani Pietro Aretino, Ludovico Ariosto e Ruzante; Gian Giorgio Trissino, Torquato Tasso e Giovan Battista Guarini composero tragedie di carattere epico.
Se in precedenza gli spettacoli erano di argomento perlopiù religioso o popolare, la rinascita della cosiddetta "commedia all'antica", ossia del teatro classico greco-latino, avvenne per la prima volta a Ferrara, grazie all'interessamento del duca Ercole I d'Este, il quale promosse i volgarizzamenti delle commedie di Plauto e Terenzio, a opera di letterati come Matteo Maria Boiardo, Pandolfo Collenuccio, Battista Guarini, Antonio Tebaldeo, e la loro messa in scena a corte. Il 25 gennaio del 1486 ebbe luogo la prima rappresentazione teatrale a Ferrara dei Menecmi (volgarizzata in Menechini): il momento è importante perché segna l'inizio del teatro classico in Italia e l'affermazione della tradizione teatrale ferrarese. Fu rappresentata con scene elaborate in legno e accompagnata da uno spettacolo pirotecnico. Il teatro era stato costruito all'aperto, su disegno di Pellegrino Prisciani, nel cortile d'onore del palazzo ducale.
Ben presto gli spettacoli si arricchirono di intermezzi musicali e di nuove parti recitate con richiami mitologici, leggendari o storici. Nel 1487, in occasione delle nozze di Giulio Tassoni, favorito del duca, fu rappresentata la Fabula di Cefalo di Niccolò da Correggio, uno dei primi drammi originali del Quattrocento. La presenza di un poeta e commediografo come Ludovico Ariosto spinse in seguito la corte di Ferrara a far costruire il primo teatro stabile, purtroppo andato distrutto poco dopo la sua inaugurazione.

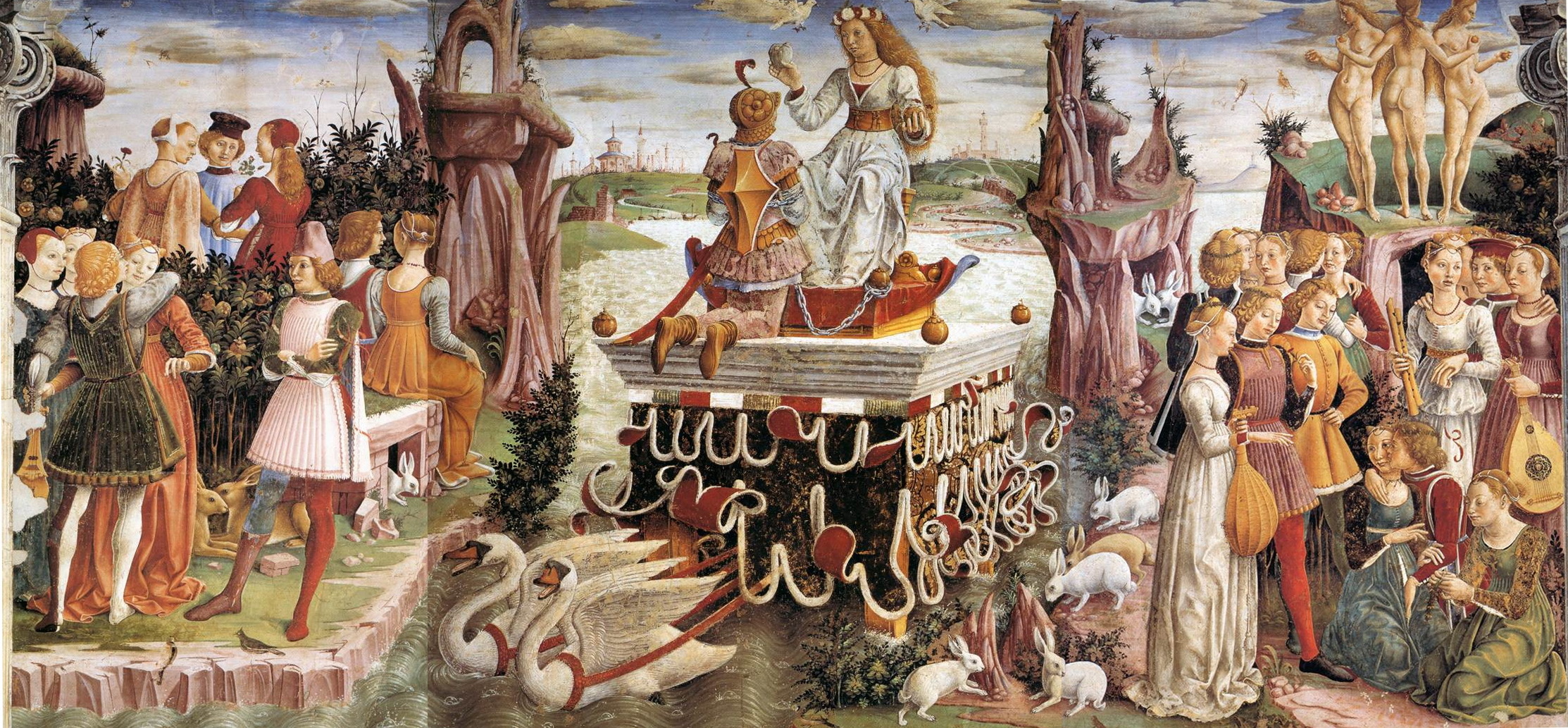
Palazzo Schifanoia, Trionfo di Venere. Nelle parti laterali dell'affresco sono presenti musici.

La politica matrimoniale di Ercole I ebbe poi l'effetto di irradiare il modello teatrale ferrarese nelle altre corti padane. Fu grazie all'influenza della figlia Beatrice, splendida fautrice della rinascita del teatro milanese, che Ludovico Sforza si convinse a costruire il primo teatro a Milano, dopo aver assistito a una rappresentazione in Ferrara. Nello stesso anno, 1493, il duca Ercole gli si recava in visita accompagnato da una squadra di attori, fra cui il giovanissimo Ludovico Ariosto.

#### Il teatro del XVII secolo
Il Seicento fu un secolo molto importante per il teatro. In Francia nacque e si consolidò il teatro classico basato sul rispetto delle tre unità aristoteliche. La grandiosa opera drammatica di Pierre Corneille (1606-1684) già delineò un gusto teatrale francese e aprì le porte al siècle d'or, ben rappresentato dalla commedia di Molière (1622-1673), di costume ma soprattutto di carattere, frutto di un'acuta osservazione e rappresentazione della natura umana e dell'esistenza, e dalla tragedia alta, umana e tormentata di Jean Racine (1639-1699).
Non meno significativa fu l'impronta lasciata dal teatro seicentesco spagnolo, dalla imponente produzione del maestro Lope de Vega (1562-1635), fondatore di una scuola che ebbe in Tirso de Molina (1579-1648) con il suo L'ingannatore di Siviglia e il convitato di pietra, e in Pedro Calderón de la Barca (1600-1681) con le sue vette poetiche immerse nella realtà, nel sogno e nella finzione, i migliori discepoli.
In Italia il teatro dei professionisti, i comici della Commedia dell'arte, soppiantò il teatro erudito rinascimentale.
Per circa due secoli la commedia italiana rappresentò il "Teatro" tout court, per il resto d'Europa.
La sua influenza si fece sentire dalla Spagna alla Russia e molti personaggi teatrali furono direttamente influenzati dalle maschere della commedia dell'arte: Punch la versione inglese di Pulcinella, Pierrot la versione francese di Pedrolino e Petruška la versione russa di Arlecchino.
Sempre in Italia c'erano già delle prove di tragediografi come Prospero Bonarelli della Rovere, Federico Della Valle e Carlo de' Dottori, e anche di commediografi ancora legati alle corti come Iacopo Cicognini alla corte fiorentina dei Medici.
In Inghilterra operò uno degli autori forse più noti a livello mondiale, William Shakespeare (1564 - 1616) quale principale esponente del teatro elisabettiano la cui opera poetica e drammaturgica costituisce una parte fondamentale della letteratura occidentale ed è continuamente studiata e rappresentata in ogni parte del globo. Altri esponenti del teatro elisabettiano furono Christopher Marlowe (1564-1593) e Thomas Kyd (1558-1594).
Il vero rivale di Shakespeare fu tuttavia Ben Jonson (1572-1637), le cui commedie furono anch'esse influenzate dalla commedia dell'arte; fu attraverso di lui che certi personaggi scespiriani sembrano tratti da una commedia italiana, come ad esempio Stefano e Trinculo de La tempesta.

#### Teatro del XVIII secolo
Fu un secolo buio per quanto riguarda la Spagna, ben lontana dai fasti dei periodi precedenti, transitorio per la produzione britannica ad esclusione delle legitimate comedy, delle commedie giovanili di Henry Fielding (1707-1754) e delle innovazioni tecniche di David Garrick (1717-1779), illuminista nei drammi tedeschi di Lessing (1729-1781) e un'età ricca di riforme ed innovazioni in Francia.
La situazione italiana dopo un lungo secolo di Commedia dell'Arte dedicò l'inizio di questo secolo all'analisi delle forme teatrali e la riconquista degli spazi scenici di una nuova drammaturgia che oltrepassasse le buffonerie del teatro all'improvviso.
Per la commedia il confronto con il teatro dell'arte è subito conflittuale. Poiché in tutta Europa la commedia delle maschere è considerata la "commedia italiana" con i suoi pregi ma anche i difetti di una drammaturgia quasi assente e la poca cura dei testi rappresentati, spesso quasi mai pubblicati, il confronto con la commedia del resto d'Europa penalizza molto il teatro italiano.
All'inizio del XVIII secolo la commedia cortigiana s'avvale della produzione della scuola toscana della commedia detta pregoldoniana del fiorentino Giovan Battista Fagiuoli e dei senesi Girolamo Gigli e Iacopo Angelo Nelli.
L'esempio di Molière e il lento distacco del francese dalla commedia italiana per costituire una forma intermedia di dramma a metà tra quella dell'arte e la commedia erudita, (pur mantenendo fisse le presenze di ruoli classici della commedia dell'arte), fa sì che per la prima volta si scoprano i volti degli attori e che le maschere cedano il posto a nuove figure come quella del Borghese gentiluomo, del Tartufo, del Malato immaginario ecc.
Su questo modello i pregoldoniani costruiscono e stendono le trame delle loro commedie, alle volte anche sin troppo simili a Molière; in particolare il personaggio di Don Pilone di Girolamo Gigli è costruito su quello del Tartufo in modo da rischiare il plagio.
Altri come Fagiuoli partono invece dalle maschere per ripulire gli eccessi degli zanni; infatti uno dei ruoli fissi delle sue commedie è quello di Ciapo, contadino toscano, che richiama lo zanni ma anche i servi scaltri della commedia rinascimentale.
Se per la commedia la situazione italiana è oscurata dalla ormai centenaria tradizione della commedia dell'arte, per la tragedia, la situazione in Italia è peggiore. In Italia non era mai esistita una tradizione tragica alla quale ricondursi, anche il '500 aveva espresso ben poco oltre Trissino, Guarini e un Tasso decisamente minore rispetto a quello della Gerusalemme liberata.
In compenso esisteva un ampio patrimonio tragico all'interno del melodramma ma che non rispondeva certo alle esigenze di coloro che ammiravano il secolo d'oro francese di Corneille e Racine.
L'erudito e teorico del teatro tragico Gian Vincenzo Gravina, già maestro di Metastasio, tentò una via italiana alla tragedia che rispettasse le unità aristoteliche ma le sue tragedie sono fredde, preparate a tavolino e poco adatte alla rappresentazione.
Nacque comunque sulla spinta di Gravina uno dei migliori tragediografi italiani del '700 prima di Alfieri: Antonio Conti che insieme a Scipione Maffei che scrisse la Merope, la tragedia italiana più rappresentativa di questo inizio secolo e aprì le porte alla tragedia di Alfieri.
Il teatro italiano riprese un ruolo di primo piano all'interno del panorama europeo, nel melodramma con Pietro Metastasio (1698-1782) e nella commedia con Carlo Goldoni (1707-1793).
Metastasio ridiede spessore al libretto, anche a scapito della musica e del canto, purificando il linguaggio poetico e migliorando la caratterizzazione dei personaggi, al punto da divenire non solo il librettista più ricercato fra i musicisti europei, ma persino un autore teatrale rappresentato anche in assenza della musica.
Goldoni fu un riformatore e uno sperimentatore, spaziando dalla commedia di carattere a quella di ambiente, dalla drammaturgia borghese a quella popolare, dalla commedia dialettale esaustiva alla rappresentazione della realtà veneziana focalizzata nelle contraddizioni sociali, politiche e economiche.
Per la tragedia, tra gli altri, va ricordato Pier Iacopo Martello (1665-1727), che si rifà al teatro francese del Seicento.

##### Teorici del Settecento
Il Settecento pose le basi anche dello sviluppo teorico della recitazione e della funzione dell'arte teatrale per la società.
Il teorico di maggior prestigio fu Denis Diderot, filosofo illuminista ma anche autore di tre testi teatrali che s'inseriscono nel nuovo filone del dramma borghese,
che con il suo trattato Paradosso sull'attore (1773) gettò le basi di una nuova visione della recitazione che precorse la teoria brechtiana dello straniamento in opposizione alla teoria dell'immedesimazione.
Già sin dal 1728 l'attore italiano Luigi Riccoboni con il trattato Dell'arte rappresentativa e L'Histoire du Théâtre Italien (1731) aveva cercato di fare il punto sulla recitazione partendo dalla sua esperienza di attore della Commedia dell'Arte.
Questo trattato aprì una discussione alla quale parteciparono il figlio di Luigi Antoine François Riccoboni con L'Art du thèâtre (1750) e la moglie di lui Marie Jeanne de la Boras detta Madame Riccoboni grande amica di Goldoni, vi parteciparono anche Antonio Fabio Sticotti, colui che introdusse il personaggio di Pierrot sulle scene francesi, con Garrick ou les acteurs anglais (1769) e lo stesso David Garrick il più grande interprete di William Shakespeare del '700.
Nel frattempo in Francia l'arte drammatica si era evoluta con la comédie larmoyante di Pierre-Claude Nivelle de La Chaussée e il dramma rivoluzionario di Pierre-Augustin Caron de Beaumarchais l'inventore del personaggio di Figaro ripreso da Mozart e Rossini.
Il medico Giovanni Bianchi (Rimini 1693-1775), rifondatore nel 1745 dell'Accademia dei Lincei, compose nel 1752 una Difesa dell'Arte comica, messa dalla Chiesa di Roma all'Indice dei libri proibiti. Nella vicenda rimase coinvolta l'attrice romana Antonia Cavallucci. Raccontiamo quanto accadde. È l'ultimo venerdì di Carnovale del 1752. Prima di leggere il suo discorso sull'Arte comica all'Accademia dei Lincei riminesi, Giovanni Bianchi fa esibire una giovane e bella cantante romana, Antonia Cavallucci.
Il concerto della Cavallucci provoca scandalo in città. Bianchi allontana la ragazza, spedendola a Bologna e Ravenna con lettere di raccomandazione che, praticamente, a nulla servono.
Contro la Cavallucci il vescovo di Rimini, Alessandro Guiccioli, inoltra a Roma «illustrissime e reverendissime insolenze», come riferisce a Bianchi un suo corrispondente, Giuseppe Giovanardi Bufferli.
Attraverso la Cavallucci si vuole colpire il suo protettore. Bianchi è stato sempre insofferente verso l'ortodossia filosofico-scientifica della Chiesa, ed è in stretta concorrenza rispetto al monopolio pedagogico e culturale dei religiosi, sia con il proprio Liceo privato sia con i rinnovati Lincei.
Le manovre ecclesiastiche riminesi producono l'effetto desiderato. Contro il discorso dell'Arte comica si celebra presso il Sant'Uffizio un processo, affrettato ed irrituale, che porta alla condanna del testo.
L'accusa è formalmente di aver esaltato la Chiesa anglicana, più tollerante di quella romana, nella considerazione degli attori. In sostanza, non piace la difesa dei classici che Bianchi ha tentato.
Antonia Cavallucci nelle lettere a Bianchi racconta la sua vita disperata. Ha dovuto sposare, per imposizione della madre, un uomo violento ed avaro, da cui vorrebbe separarsi con la pronuncia di un tribunale ecclesiastico: e proprio a Bianchi lei chiede una memoria da recitare in quella sede.
A Bologna e a Ravenna, deve contrastare gli assalti galanti di chi avrebbe dovuto aiutarla. Invoca così l'aiuto economico di Bianchi. Lo chiama «mio padre» ed anche «nonno», mentre sul medico ricade il sarcasmo degli amici che lo accusano di essersi innamorato di una ragazza allegra.
Il teatino padre Paolo Paciaudi chiama Antonia «infame sgualdrina» e «cortigiana svergognata», d'accordo con il padre Concina, grande avversario di Bianchi, che definisce «putidulæ meretriculae», leziose puttanelle, quante come lei sono artiste teatrali.
Antonia cerca un ruolo di cantatrice: soltanto «per non fare la puttana mi è convenuto fare la comica», confida a Bianchi da Ravenna, respingendo le accuse che volevano la sua casa frequentata da troppi «abatini e zerbinotti».
Antonia si difende incolpando un nemico di Bianchi. Usano insomma lei, per colpire lui.
Talora i rapporti epistolari tra l'attrice ed il medico sono burrascosi. Quando Bianchi, accusato da Antonia di essere la causa delle sue sfortune presenti, assume un tono distaccato, lei lo accusa: «Mostrate tutte finzioni».
Ma Bianchi ha altri pensieri per la testa, appunto il processo all'Indice. Non ha tempo per ciò che forse considera non un dramma umano, ma le stravaganze di una donna. Di una ragazza. Di un'attrice, per giunta.

#### Teatro dell'Ottocento
Il teatro europeo all'inizio dell'Ottocento fu dominato dal dramma romantico. Gli ideali romantici vennero esaltati in modo particolare in Germania. Nel romanticismo si situano Johann Wolfgang von Goethe e Friedrich Schiller, che videro nell'arte la via migliore per ridare dignità all'uomo. Degli ideali romantici e neoclassici si nutrirono molte tragedie di soggetto storico o mitologico. Al romanticismo teatrale fecero riferimento anche gli autori italiani come Alessandro Manzoni con tragedie come l'Adelchi e Il Conte di Carmagnola, oltre a Silvio Pellico con la tragedia Francesca da Rimini , ambientazioni analoghe tornarono anche nel melodramma.
Molto importante fu anche il teatro romantico inglese fra i maggiori rappresentanti ci furono Percy Bysshe Shelley, John Keats e Lord Byron. Ma è anche il secolo degli anticonformisti sia a livello artistico sia nella giustizia sociale, ben rappresentati dal society drama portato in scena da Oscar Wilde e degli innovatori come Georg Büchner che precorsero il dramma novecentesco, grazie anche alle regie di Ferdinand Esslair.
In Inghilterra, in Francia ed in Italia, in concomitanza con la nascita del naturalismo e del verismo (perenne ricerca della realtà in maniera oggettiva), intorno alla metà del secolo le grandi tragedie cedettero il posto al dramma borghese, caratterizzato da temi domestici, intreccio ben costruito e abile uso degli espedienti drammatici. Il maggiore esponente del teatro naturalista fu Victor Hugo e del teatro verista Giovanni Verga, nell'America Latina Florencio Sánchez seguì la loro scuola e si mise in evidenza.

### Teatro contemporaneo

#### Primo Novecento
Il Novecento si apre con la rivoluzione copernicana della centralità dell'attore . Il teatro della parola si trasforma in teatro dell'azione fisica, del gesto, dell'emozione interpretativa dell'attore con il lavoro teorico di Konstantin Sergeevič Stanislavskij e dei suoi allievi, Vsevolod Ėmil'evič Mejerchol'd su tutti. Il Novecento aprì anche una nuova fase che portò al centro dell'attenzione una nuova figura teatrale, quella del regista che affiancò le classiche componenti di autore e attore. Fra i grandi registi di questo periodo vanno citati l'austriaco Max Reinhardt e il francese Jacques Copeau e l'italiano Anton Giulio Bragaglia.
Con l'affermarsi delle avanguardie storiche, come il Futurismo, il Dadaismo e il Surrealismo, nacquero nuove forme di teatro come il Teatro della crudeltà di Antonin Artaud, la drammaturgia epica di Bertolt Brecht e, nella seconda metà del secolo, il teatro dell'assurdo di Samuel Beckett e Eugène Ionesco modificarono radicalmente l'approccio alla messa in scena e determinano una nuova via al teatro, una strada che era stata aperta anche con il contributo di autori come Jean Cocteau, Robert Musil, Hugo von Hofmannsthal, gli scandinavi August Strindberg e Henrik Ibsen; ma coloro che spiccarono tra gli altri, per la loro originalità furono Frank Wedekind con la sua Lulù e Alfred Jarry l'inventore del personaggio di Ubu Roi.
Contemporaneamente però il teatro italiano fu dominato, per un lungo periodo, dalle commedie di Luigi Pirandello, dove l'interpretazione introspettiva dei personaggi dava una nota in più al dramma borghese che divenne dramma psicologico.
Mentre per Gabriele D'Annunzio il teatro fu una delle tante forme espressive del suo decadentismo e il linguaggio aulico delle sue tragedie va dietro al gusto liberty imperante.
Una figura fuori dalle righe fu quella di Achille Campanile il cui teatro anticipò di molti decenni la nascita del teatro dell'assurdo.
La Germania della Repubblica di Weimar fu un terreno di sperimentazione molto proficuo, oltre al già citato Brecht molti artisti furono conquistati dall'ideale comunista e seguirono l'influenza del teatro bolscevico, quello dell'agit-prop di Vladimir Majakovskij, fra questi Erwin Piscator direttore del Teatro Proletario di Berlino e Ernst Toller il principale esponente teatrale dell'espressionismo tedesco.
Nella Spagna del primo dopoguerra spicca la figura di Federico García Lorca (1898-1936) che nel 1933 fece rappresentare la tragedia Bodas de sangre (Nozze di sangue) ma le sue ambizioni furono presto represse nel sangue dalla milizia franchista che lo fucilò vicino a Granada.
Intanto, si approfondisce la lezione di Stanislavskij sul lavoro dell'attore anche grazie agli allievi del maestro russo. La visione del teatro di Stanislavskij porta alla nascita del Group Theatre nel 1931 -   fondato da Harold Clurman, Cheryl Crawford e Lee Strasberg - attivo per 10 anni. La ricerca proseguirà anche dopo lo scioglimento del gruppo con attori, registi e insegnanti come Stella Adler, Lee Strasberg  (che dirigerà poi l'Actor's Studio, dal 1951 al 1982) e Sanford Meisner, considerato da molti il miglior pedagogo della sua generazione.
L'Actor's Studio viene fondato alcuni anni dopo lo scioglimento del Group Theatre, nel 1947,  da Elia Kazan, Cheryl Crawford, Robert Lewis e Anna Sokolow (qui vi studiarono, tra gli altri,   Marlon Brando, Al Pacino, Robert De Niro).

#### Teatro italiano nel regime fascista
(Mussolini)
Necessarie premesse nell'esaminare il rapporto tra il regime dittatoriale e il teatro sono quelle che riguardano l'ideologia culturale fascista, la sua organizzazione e le condizioni dell'arte dello spettacolo nell'Italia dell'epoca.
La critica concorda quasi all'unanimità nel ritenere che non vi sia stato un "teatro fascista" interamente rappresentativo della ideologia e dei valori fascisti.
Questo non significa che il fascismo si disinteressò di quanto veniva rappresentato anzi «intuì subito l'importanza (o la pericolosità) del palcoscenico». come uno degli elementi per l'organizzazione del consenso da parte dell'opinione pubblica borghese, di quel ceto medio che allora preferiva assistere alle rappresentazioni della commedia di costume, quella che fu poi chiamata «delle rose scarlatte», o del teatro dei «telefoni bianchi» di Aldo De Benedetti dove la presenza di un telefono bianco in scena stava ad indicare l'adesione alla modernità della classe media rappresentata in commedie stereotipate incentrate prevalentemente su trame basate sul classico triangolo amoroso il cui fine era primariamente quello di svagare e divertire il pubblico e non di indottrinarlo politicamente.
Da questo punto di vista il regime prese atto che il teatro italiano non aveva colto le novità ideologiche portate dal fascismo.
Il Ministro della Cultura Popolare Dino Alfieri parlando alla Camera dei Fasci e delle Corporazioni nel 1939 dichiarava che nella produzione teatrale italiana «...al risultato quantitativo non ha corrisposto un pari risultato qualitativo, specialmente per quanto riguarda l'auspicata nascita di un teatro drammatico che esprima i motivi ideali e i valori dello spirito fascista».
Ossequenti all'invito del Duce, durante tutto il periodo fascista, una congerie di compagnie filodrammatiche, espresse da quella stessa classe media che aveva sostenuto il fascismo, si esercitò nella produzione di testi teatrali inneggianti al regime e spesso direttamente dedicati a Mussolini «per gratitudine verso colui che l'Italia tutta guida e anima, ammaestra e comanda».
Lo stesso Mussolini si avventurò nella scrittura di tre canovacci teatrali che il noto drammaturgo e regista Giovacchino Forzano completò e mise in scena naturalmente con grande successo.
Di un teatro fascista si può quindi parlare riferendolo a quegli autori che, in modo dilettantesco e per ottenere i favori del regime, scrissero una serie di copioni dai contenuti ideologici fascisti celebranti la nascita del fascismo e le sue conquiste militari e sociali; lavori questi che non ebbero però mai risonanza presso il grande pubblico.
Dell'assenza di una produzione teatrale fascista dai toni elevati ebbe modo di lamentarsi lo stesso Mussolini in un discorso tenuto il 28 aprile 1933, al teatro Argentina di Roma, in occasione del cinquantenario della SIAE (Società Italiana Autori ed Editori): «Ho sentito parlare di crisi del teatro. Questa crisi c'è, ma è un errore credere che sia connessa con la fortuna toccata al cinematografo. Essa va considerata sotto un duplice aspetto, spirituale e materiale. L'aspetto spirituale concerne gli autori: quello materiale, il numero dei posti. Bisogna preparare il teatro di massa, che possa contenere 15 o 20 mila persone. La Scala rispondeva allo scopo quando un secolo fa la popolazione di Milano contava 180 mila abitanti. Non risponde più oggi che la popolazione è di un milione. La limitazione dei posti crea la necessità degli alti prezzi e questi allontanano le folle. Invece il teatro, che, a mio avviso, ha più efficacia educativa del cinematografo, deve essere destinato al popolo, così come l'opera teatrale deve avere il largo respiro che il popolo le chiede. Essa deve agitare le grandi passioni collettive, essere ispirata ad un senso di viva e profonda
umanità, portare sulla scena quel che veramente conta nella vita dello spirito e nelle ricerche degli uomini. Basta con il famigerato “triangolo”, che ci ha ossessionato finora. Il numero delle complicazioni triangolari è ormai esaurito... Fate che le passioni collettive abbiano espressione drammatica, e voi vedrete allora le platee affollarsi. Ecco perché la crisi del teatro non può risolversi se non sarà risolto questo problema.»
Nei teatri italiani non mancava invece il grande pubblico, quello affezionato al teatro di varietà che con le sue ricche scene, le musiche, la bellezza delle ballerine ma soprattutto le irriverenti battute degli attori comici, il cui copione si adattava in modo estemporaneo all'attualità immediata degli avvenimenti politici, rendendolo quasi impossibile controllarlo dalla censura, rappresentava veramente quel teatro di massa che avrebbe voluto il fascismo che in fondo però accettava di buon grado questa forma di spettacolo atta ad allontanare la sensibilità pubblica dai gravi avvenimenti che segnavano la politica del regime. Così nonostante l'opposizione alle lingue dialettali trionfava il teatro dialettale, le farse alla De Filippo, che in assenza, per le sanzioni alla Francia, del vaudeville e della pochade, offriva al pubblico italiano un valido sostituto.
Le ingerenze però soprattutto della censura fascista impedirono un originale sviluppo del teatro che sino alla caduta della dittatura rimase fermo alle innovazioni teatrali dell'inizio del 900, al teatro Dannunziano e Pirandelliano, ambedue del resto legittimati dal fascismo. Agli inizi del 900, prima dell'avvento del fascismo il teatro italiano era caratterizzato da uno spirito anarchico, individualistico e pessimistico ma ora questi temi non potevano essere affrontati con un regime dichiaratamente ottimista sulle sorti della società italiana dalla produzione teatrale che in realtà si paralizzò e si isterilì.

#### Secondo dopoguerra
La ricerca degli anni '60 e '70 tenta di liberare l'attore dalle tante regole della cultura in cui vive (seconda natura), per mettersi in contatto con la natura istintiva, quella natura capace di rispondere in modo efficiente e immediato. In questo percorso, il teatro entra in contatto con le discipline del teatro orientale, con lo yoga, le arti marziali, le discipline spirituali di Gurdjeff e le diverse forme di meditazione. L'obiettivo di perfezionamento dell'arte dell'attore diventa insieme momento di crescita personale. La priorità dello spettacolo teatrale, l'esibizione di fronte ad un pubblico, diventa in alcuni casi solo una componente del teatro e non il teatro stesso: il lavoro dell'attore comincia molto prima. L'influenza di questo approccio sul movimento teatrale del Nuovo Teatro è stato immenso, basti pensare all'Odin Teatret di Eugenio Barba, al teatro povero di Jerzy Grotowski, al teatro fisico del Living Theatre di Julian Beck e Judith Malina.
Con le avanguardie italiane si assiste anche qui a uno "svecchiamento" del repertorio tradizionale, grazie al lavoro di drammaturghi come Eduardo De Filippo e Dario Fo, allo sperimentalismo di Carmelo Bene e Leo De Berardinis, al lavoro di grandi registi come Giorgio Strehler e Luchino Visconti.
In Germania fu fondamentale l'apporto di Botho Strauß e Rainer Werner Fassbinder, in Francia, fra gli altri, Louis Jouvet che i testi estremi di Jean Genet, degno figlio della drammaturgia di Artaud.
Anche la Svizzera ha contribuito nel corso del '900 all'evoluzione del teatro europeo con autori come Friedrich Dürrenmatt (1921-1990) e Max Frisch (1911-1991). Dalla Polonia arrivano grandi innovazioni nella concezione di una messinscena grazie a Tadeusz Kantor (1915-1990) pittore, scenografo e regista teatrale tra i maggiori teorici del teatro del Novecento. Il suo spettacolo La classe morta (1977) è tra le opere fondamentali della storia del teatro.

## Teatro orientale

### Teatro nel subcontinente indiano
La storia del teatro dell'Asia meridionale, nonostante siano presenti tradizioni spettacolari in Pakistan, Bangladesh, Nepal, Sri Lanka, ha il suo centro originario in India.
Il Natya Sastra, (scritto in sanscrito tra il 200 a.C. e il 200 d.C.), ne racconta la genesi mitologica da parte di Brahmā, che ne fissò anche gli scopi: istruzione e divertimento.
La recitazione nel teatro indiano tradizionale conserva elementi rituali, come, ad esempio, nella preparazione del corpo, e si caratterizza per la convenzionalità dei gesti e dei personaggi.
Il drammaturgo più prolifico fu Bhāsa (IV secolo), di cui ci restano tredici drammi, tra cui Il sogno di Vasavadatta (Svapnaasavadatta).
Il più celebre drammaturgo fu Kālidāsa (V secolo), autore de Il riconoscimento di Sakuntala (Abhijñānaśākuntalā).

### Teatro in Estremo Oriente
Cina e Giappone hanno tradizioni teatrali differenti, ma caratterizzate entrambe dalla stilizzazione dei gesti e dei costumi teatrali e dalla integrazione di danza, musica, canto e recitazione.
Nel XIII secolo, in Cina, fiorì lo zájù (teatro vario); nel XVI secolo Wei Liangfu diede origine al Kūnqǔ, un genere teatrale regionale della zona della odierna Shanghai. In seguito si svilupparono diversi stili regionali, dei quali il più importante (e il maggiormente praticato anche oggi fra gli stili tradizionali) fu l'Opera di Pechino (Jīngjù, 京劇).
Il teatro giapponese fu originato dalla kagura, una danza antichissima precedente all'introduzione dell'idioma cinese. Da esso derivarono il dengaku e il sarugaku, nel quale con il passare del tempo la parola sovrastò il gesto creando un dramma vero e proprio, ossia il Nō.
In Giappone emersero complessivamente, quindi, due forme principali, il Nō (能) e il Kabuki (歌舞伎), che raggiunsero la loro forma compiuta rispettivamente nel tardo XIV secolo e nel XVII secolo.

### Teatro nel sud-est asiatico
La maggior parte delle tradizioni di spettacolo presenti nella zona occupata dagli attuali stati del sud-est asiatico ha origini indiane o, in alcuni casi come il Vietnam, cinesi.
Nella attuale Birmania le tradizioni teatrali risalgono al IX secolo, e conobbero un momento di grande diffusione durante la dinastia Pagan (1044 - 1287), poi distrutte dalla invasione dei mongoli. Nel 1767, dopo la conquista da parte dei birmani della città thailandese di Ayutthaya, gran parte della cultura, della danza e dei testi teatrali thailandesi (come il Ramakien, adattamento thailandese del Rāmāyaṇa) furono importati e riadattati.
In Cambogia le forme più antiche di rappresentazione consistono negli spettacoli musicali di Funan, di cui si ha traccia a partire dal 243. Le spettacolari danze Khmer, eseguite a corte da molte centinaia di danzatori, ebbero origine dalle danze giavanesi (bedaya) e si svilupparono ad Angkor a partire dall'802, con la fondazione del regno Khmer da parte di Jayavarman II. La tradizione teatrale subì come in altri casi con l'influenza indiana, con l'acquisizione del corpus drammaturgico del Ramayana, tradotto e adattato nel Ramker.
In Indonesia gli spettacoli teatrali svilupparono forme originali e vivaci, spaziando dalla danza al teatro di marionette al teatro delle ombre (Wayang Kulit). Il centro dell'attività teatrale era situato a Bali. Oltre al Ramayana e al Mahābhārata, la drammaturgia si basò su storie locali, i Panji. Del teatro indonesiano antico non ci sono fonti certe, anche se è possibile fissarne l'origine intorno al X secolo.
Nella tradizione thailandese i lakhon sono drammi danzati elaborati e a volte giocosi, e hanno origine dalle danze classiche indiane, di cui vennero elaborati in modo originale i gesti e il movimento, in particolare nell'uso delle mani e delle dita. L'origine delle diverse forme di teatro thailandese risalgono al XV secolo, periodo nel quale si integrarono con le forme di danza Khmer, in concomitanza con la conquista di Angkor da parte dei thailandesi.

## Teatro in Africa
Il teatro africano è ancora poco noto in occidente, nonostante si occupi di tematiche sociali, politiche, psicologiche e storiche di notevole importanza, mescolate all'interno di un crogiolo con le tradizioni mitologiche ancestrali orali, le rappresentazioni sacre e le narrazioni drammatiche.
Data la vastità geografica del territorio, le diversità storico-culturali e etniche prese in esame, risulta ardua una classificazione netta e precisa delle correnti teatrali africane.
È comunque possibile suddividere il teatro africano in alcune fasi storiche: antico (Egitto), tradizionale, coloniale, postcoloniale e contemporaneo.

### Teatro nell'antico Egitto
Da iscrizioni risalenti al 2600 a.C. circa è documentata l'esistenza in Egitto di cerimonie pubbliche in cui erano previste rappresentazioni sotto forma di processioni e feste, nelle quali venivano utilizzate varie arti performative, come la danza, la musica, unitamente alla narrazione di racconti mitologici. 
Diversi documenti testimoniano il carattere teatrale delle feste egizie. 
Sui papiri rinvenuti nel Ramesseo di Luxor sono descritti i preparativi per la festa per il trentesimo anno di regno del faraone Sesostris, e vengono precisati i dialoghi, le azioni, le posizioni degli attori in scena, oltre a dettagli riguardo alle scenografie, alla musica e alla presenza di danzatori e comparse.
Nelle iscrizioni autobiografiche sulla stele di Ikhernofret (1820 a.C. circa), il tesoriere e organizzatore di feste del faraone Sesostris III racconta di aver lui stesso impersonato «l'amato figlio di Osiride» in una scena di combattimento tra divinità.

### Teatro tradizionale
L'Africa è stata caratterizzata da un'ampia gamma di tradizioni teatrali, accostabili grazie ad alcune tendenze comuni, come la scarsa incidenza dei testi, del copione e delle strutture tradizionali classiche, e invece la rilevanza dell'oralità, dei riti, dei miti, delle danze, e della musicalità; tipiche sono state le rappresentazioni in costume e in maschera e i tentativi di annullare la separazione tra spettatori e scena.

Durante il XVI secolo si svilupparono i primi spettacoli organizzati da compagnie di praticanti professionisti come quella degli Alarinjo, nel regno Yoruba (ora Nigeria), in massima parte a sfondo religioso e mitologico.

### Teatro coloniale
Nel periodo coloniale l'influenza dei missionari mutò alcuni aspetti del teatro, rendendo le rappresentazioni sempre più vicine al messaggio cristiano e alle sacre scritture, grazie a riadattamenti di drammi biblici, e questo spesso a scapito di elementi originari africani, come la danza; in questo periodo storico sono state realizzate opere "impegnate", i cui contenuti trattarono tematiche quali l'ingiustizia sociale, come nel caso della compagnia itinerante nigeriana di Hubert Ogunde. Non mancarono le recite a sfondo politico-satirico, che criticarono la nuova aristocrazia africana rinnegante la tradizione a favore degli usi e costumi europei, come nel caso dell'opera del ghanese Kobina Sekyi del 1915.

### Teatro postcoloniale e contemporaneo
L'indipendenza ottenuta ha consentito la nascita di una nuova classe dirigente e di una nuova classe media. Questo fatto ha provocato una nuova svolta nel corso del teatro africano, che si è proiettato verso una commistione fra le tradizioni locali e le strutture europee, pur mantenendo un'attenzione prioritaria alla tematiche politiche e sociali, sia nella veste di 
strumento di propaganda o di appoggio ai governi sia in quella di voce dissidente e denunciante. Tra gli autori più apprezzati vi è il Nobel nigeriano Wole Soyinka, l'ugandese Robert Serumaga e la ghanese Efua Sutherland. In questa fase storica rilevanti sono state le collaborazioni in Sudafrica di artisti bianchi e neri, sfidanti l'ancora vigente apartheid, e la nascita di temi e contenuti legati ai problemi sociali e quotidiani.
Attualmente l'atmosfera politica più tollerante rispetto al passato consente una maggiore libertà di espressione e un impulso alla sperimentazione.